# Melosperma
Melosperma là chi thực vật có hoa trong họ Plantaginaceae.

## Phân bố
Loài duy nhất trong chi này có tại Argentina (đông bắc, nam) và trung Chile.

## Các loài
Danh sách loài dưới đây lấy theo Plants of the World Online:
- Melosperma andicola Benth., 1846